# Georg-Christoph-Lichtenberg-Schule (Ober-Ramstadt)
Die Georg-Christoph-Lichtenberg-Schule (GCLS) in Ober-Ramstadt wurde nach dem Ober-Ramstädter Naturwissenschaftler und Philosophen Georg Christoph Lichtenberg (1742–1799) benannt. Gegründet wurde die Schule im Jahr 1971 und bietet neben der Möglichkeit des Erwerbs des Haupt- und Realschulabschlusses (nach der neunten bzw. zehnten Klasse) seit 1996 auch den Erwerb der Allgemeine Hochschulreife (Abitur) an. Sie ist eine der wenigen Gesamtschulen im Landkreis, die alle Schulabschlüsse allgemeinbildender Schulen anbietet.

## Organisation
Die Schule führt die Jahrgänge 5 bis 13.
Seit 1993 besteht an der Schule eine gymnasiale Oberstufe (GOS), in der alle zulässigen Leistungsfächer angeboten werden. Dabei richtet sich das Spektrum der möglichen Kurskombinationen nach der Oberstufen- und Abiturverordnung (OAVO). Innerhalb dieser Struktur sollen die Schüler und Schülerinnen intensiv pädagogisch betreut und in ihrer individuellen Entwicklung gefördert werden.
In Jahrgangsstufe 11 gibt es ein Sozialpraktikum, in Jahrgangsstufe 12 ein Betriebspraktikum. Dabei sollen sich die Schülerinnen und Schüler eigeninitiativ einen Praktikumsplatz suchen. Die Praktika geben exemplarisch Einsichten in das soziale Miteinander sowie in das Berufs- und Wirtschaftsleben. Sie dienen darüber hinaus der Erprobung von Neigungen, Fertigkeiten und Fähigkeiten.
Ein Großteil der Schüler in der Oberstufe kommt aus der eigenen Sekundarstufe. In den letzten Jahren ist jedoch auch ein starker Zustrom aus den Nachbargemeinden zu vermelden, was dazu geführt hat, dass die Schule Anmeldungen abweisen musste.

## Fächerangebot
Im Jahrgang 5 und 6 gibt es sogenannte „MINT-Klassen“ mit einem naturwissenschaftlichen Schwerpunkt. MINT steht für Mathematik, Informatik, Naturwissenschaften und Technik. Die kindliche Begeisterungsfähigkeit für naturwissenschaftliche Phänomene und technische Sachverhalte soll genutzt werden, um ein nachhaltiges Interesse an den Naturwissenschaften und der Technik zu fördern und gezielt weiter auszubauen.
Neben den Hauptfächern Deutsch, Mathematik und Englisch wird viel wert auf das bilinguale Lernen im Fremdsprachenunterricht gelegt. Daher entscheiden sich Schüler ab Klasse 7 für Französisch oder Latein als zweite Fremdsprache oder alternativ für Arbeitslehre. Es besteht die Möglichkeit, das Fach im Abitur einzubringen, falls dieses Fach mindestens in der Oberstufe (11.–13. Klasse) ununterbrochen besucht wurde.
Ab Jahrgang 9 entscheidet man sich für ein zweites Wahlpflichtfach. Hier werden die Fächer Film, Hauswirtschaft, Humanbiologie, Informatik, Kunst, Notfallmedizin, Sportmentoren, Theater, Verantwortung und Zoologie angeboten.

## Architektur und Gebäude
Die Georg-Christoph-Lichtenberg-Schule wurde im Rahmen eines Modellvorhabens der Deutschen-Energie-Agentur (dena) als Leuchtturmprojekt innovativ, nachhaltig und energetisch saniert. Die Schule erhielt eine neue Gebäudehülle, eine effiziente Gebäudetechnik. Der energetische Standard unterschreitet die Vorgaben der Wärmeschutzverordnung 2007 um 40 %. Durch neue Öffnungen in Decke und Dach entstand in der bislang fensterlosen Halle ein zweigeschossiges, überdachtes Atrium, das Licht und Luft ins Zentrum des Gebäudes bringt, optische Bezüge zwischen den Geschossen ermöglicht, die Laufwege wesentlich verkürzt und die Entrauchung der Halle im Brandfall gewährleistet. Eine neue hochgedämmte Fassadenkonstruktion vermeidet Wärmebrücken und verbessert die natürliche Belichtung des Gebäudes.
Mit der Sanierung des alten Hauptgebäudes wurde Anfang 2010 begonnen. Für die Architektur wurde die werk.um architekten GbR in Darmstadt ausgewählt. Um den Unterricht störungsfrei fortführen zu können, wurden dreigeschossige Pavillons mit insgesamt 24 Klassenräumen gebaut. Die Sanierung dauerte bis zur Vollendung drei Jahre und wurde mit knapp 12 Millionen Euro beziffert. Das Hauptgebäude wurde auf ein Niedrig-Energiehaus-Standard gebracht.
Im Auftrag der Stadt Ober-Ramstadt plante die L.A.U.B. GmbH eine Schulsport- und Trainingsanlage als Kampfbahn Typ C für die Georg-Christoph-Lichtenberg-Schule. Darüber hinaus wurden im Vorfeld die planungsrechtlichen Grundlagen in Form von Flächennutzungsplan, Bebauungsplan sowie einer Eingriffs- und Ausgleichsplanung erarbeitet. Das bisher als Ackerflächen genutzte Gelände wurde infrastrukturell erschlossen. Die kompletten Entwässerungs- und Stromleitungen inklusive eines unterirdischen Wasserspeichers als Retentionsraum sowie die Versorgung eines künftigen Vereinsgebäudes wurden in der Planung berücksichtigt. Das ursprüngliche hängige Gelände wurde terrassiert, wobei ca. 40.000 m³ Boden bewegt und hydraulisch verfestigt wurden. Die vorgesehene Kampfbahn Typ C besteht aus einer 4 × 400 m Rundlaufbahn mit einer 6 × 100/110 m Kurzstreckenbahn. Das Großspielfeld besteht aus Kunstrasen mit einer Quarzsand-Verfüllung. Neben zwei Weitsprunggruben, einer Kugelstoßtrainingsanlage, einer Hochsprunganlage sowie einer separaten Speerwurfanlage wurden noch ein Volleyballfeld und ein Basketballfeld vorgesehen. Die Sportanlage wurde allseitig mit Stahlgitterzaun eingezäunt und ist über drei große Toranlagen zugänglich. Das gesamte Gelände wurde mit Bäumen und Sträuchern eingegrünt und fügt sich so nahtlos in das Landschaftsbild ein.

## Kooperationen
2017 hat die GCLS zum ersten Mal ein Erasmus+-Projekt koordiniert. Seitdem gab es jedes Jahr Schüleraustauschprogramme mit Schulen aus Griechenland, Italien und Rumänien.

## Weitere Besonderheiten
Die Georg-Christoph-Lichtenberg-Schule ist von der unter der Schirmherrschaft der Kultusministerkonferenz stehenden Initiative „MINT Zukunft schaffen“, zur MINT-freundlichen Schule 2015 ausgezeichnet worden.
Am 14. November 2018 wurde die GCLS für ihr Suchtpräventionskonzept mit dem Präventionspreis 2018 „Prävention konkret“ ausgezeichnet.